# Зеквай
Зеквай — река в России, протекает в Кильмезском районе Кировской области. Левый приток Валы.

## География
Река Зеквай берёт начало в лесах неподалёку от деревни Бураши. Течёт на восток и впадает в Валу ниже села Иванково. Устье реки находится в 10 км по левому берегу реки Вала. Длина реки составляет 31 км, площадь водосборного бассейна 343 км².
Основной приток — река Ужим (впадает справа в 5,4 км от устья).

## Данные водного реестра
По данным государственного водного реестра России относится к Камскому бассейновому округу, водохозяйственный участок реки — Вятка от водомерного поста посёлка городского типа Аркуль до города Вятские Поляны, речной подбассейн реки — Вятка. Речной бассейн реки — Кама.
Код объекта в государственном водном реестре — 10010300512111100039665.